# Венецианская низменность
Венециа́нская ни́зменность (итал. Pianura veneto-friulana, вен. Pianura Veneto-Furlana) — низменность на северо-востоке Италии. Представляет собой восточную, наиболее низкую и плоскую часть Паданской равнины.
Венецианская низменность прилегает к Адриатическому морю. Высота её не превышает 100 м. Низменность сложена преимущественно глинистыми и илистыми отложениями. Пересекается рекой По и множеством более мелких рек. Почти вся территория распахана и занята, главным образом, посевами зерновых. Садоводство. Густая сеть мелиоративных каналов. На территории низменности находятся крупные города: Венеция, Падуя, Верона.